# DD-WRT
DD-WRT is een Linuxdistributie waarmee de standaard firmware voor routers en access points vervangen kan worden. DD-WRT kan overweg met veel routers. De alternatieve firmware DD-WRT geeft vaak functies die de originele firmware (stockrom) niet had en kan aangebracht worden door het apparaat te 'flashen'.